# ماكس فيين
ماكس فيين تُلفظ بالألمانية: [ˈviːn] (25 ديسمبر 1866 - 22 فبراير 1938) هو فيزيائي ألماني ورئيس قسم الفيزياء في جامعة يينا. ولد في كونيغسبرغ في بروسيا، هو ابن عم فلهلم فيين الحائز على جائزة نوبل.
درس فيين تحت هرمان فون هلمهولتز وأوجست كوندت. اخترع مولد تذبذبات كهرومغناطيسية خلال الفترة من عام 1906 إلى عام 1909، وقنطرة فيين في عام 1891، تنسب العديد من المقالات بشكل غير صحيح إلى فيين اختراع مذبذب يحمل اسمه، ولكن في وقت اختراع القناطر الكهربية، المكبرات الإلكترونية (شرط حدوث التذبذب) لم تكن موجود، والصحيح أن وليام هيوليت هو أول من استخدم قنطرة فيين لتصميم مذبذب قنطرة فيين في عام 1939.
توفي في ينا بألمانيا.